# Eugénie Ricard
Pour les articles homonymes, voir Ricard.
Eugénie Ricard, née le 25 avril 1986 à Montpellier, est une véliplanchiste de l'équipe de France de voile olympique.

## Carrière
Licenciée au YC Mauguio-Carnon, elle est sur le circuit international senior depuis 2007 dans la catégorie RSX. Championne de France en 2008, elle a récemment participé au championnat du monde ou elle a terminé 16e. 
En 2013, ses brillantes études de commerce et de finance et ses brillants résultats sportifs lui permettent d’intégrer le dispositif Athlètes SNCF en tant que Contrôleuse de Gestion à Marseille. 
Pour 2014, son objectif est de sélectionner la France pour les JO ainsi que la sélection nationale en équipe de France qui dépendra de son classement au championnat du monde.
En 2015, Eugénie commence sa saison par une 3e place lors de la Coupe d'Europe à Palma de Majorque, en Espagne. Quelques semaines plus tard, elle termine 17e de la Coupe du Monde à Hyère. 
En septembre 2017 et après 5 ans, elle quitte le dispositif Athlètes SNCF. 

## Palmarès

### Championnat du monde
- 16e en 2013
- 9e en 2009

### Coupe du monde
- 6e au classement général en 2011

### Championnat d'Europe
- 10e en 2013
- 8e en 2010
- 12e en 2009

### Coupe d'Europe
- de la Coupe d'Europe de Palma de Majorque en 2015
- au classement général en 2013

### Championnat de France
- Championne de France en 2014
- Championne de France en 2013
- Médaille de bronze en 2011
- 5e en 2010
- Médaille d'argent en 2009
- Championne de France en 2008